# 國立中興大學文學院
國立中興大學文學院（英語：College of Liberal Arts, National Chung Hsing University），是國立中興大學的學院之一，成立於1969年。

## 簡介
日間學士班現有中國文學系、外國語文學系與歷史學系等三系所、圖書資訊學與台灣文學與跨國文化等二研究所及台灣與跨文化研究國際博士學位學程，109學年度（2020年）起新增台灣人文創新學士學位學程。
進修學士班原設有中國文學系、外國語文學系、歷史學系進修學士班三系，原歷史學系進修學士班於100學年度（2011年）更名轉型為文化創意產業學士學位學程。為因應系發展方向與課綱調整，文化創意產業學士學位學程將於111學年度（2022年）更名為數位人文與文創產業學士學位學程。
文學院原坐落於弘道樓，該處原為森林系之苗圃，後因921大地震受損、空間不足，經教育部核准拆除，並獲教育部補助2.3億於原址興建人文大樓，2015年啟用。

## 出版物
- 興大人文學報
- 鹿鳴電子報 （页面存档备份，存于）

## 外部連結
- 官方网站（页面存档备份，存于）
- 國立中興大學（页面存档备份，存于）
- 國立中興大學語言中心（页面存档备份，存于）
- 國立中興大學鹿鳴文化資產中心（页面存档备份，存于）
- 國立中興大學中國文學系所（页面存档备份，存于）
- 國立中興大學外國語文學系所（页面存档备份，存于）
- 國立中興大學歷史學系所（页面存档备份，存于）
- 國立中興大學台灣人文創新學士學位學程（页面存档备份，存于）
- 國立中興大學文化創意產業學士學位學程（页面存档备份，存于）
- 國立中興大學圖書資訊學所（页面存档备份，存于）
- 國立中興大學台灣文學與跨國文化研究所（页面存档备份，存于）
- 國立中興大學台灣與跨文化研究國際博士學位學程（页面存档备份，存于）

| 任別  | 姓名   | 就職時間  | 卸任時間  | 備註                                                                                            |  |
| ----- | ------ | --------- | --------- | ----------------------------------------------------------------------------------------------- |  |
| 1     | 劉道元 | 1969年8月 | 1970年7月 | 省立興大第三任校長（1967-1972），任內興大改隸教育部成國立中興大學（亦是國立中興大學第一任校長） |  |
| 2     | 王夢鷗 | 1970年8月 | 1972年7月 |                                                                                                 |  |
| 3     | 羅雲平 | 1972年8月 | 1973年7月 | 國立中興大學第二任校長（1972-1981）                                                             |  |
| 4     | 楊紹震 | 1973年8月 | 1974年3月 |                                                                                                 |  |
| 5     | 弓英德 | 1974年4月 | 1975年7月 |                                                                                                 |  |
| 6     | 傅樂成 | 1975年8月 | 1976年7月 |                                                                                                 |  |
| 7     | 羅雲平 | 1976年8月 | 1977年7月 |                                                                                                 |  |
| 8-9   | 黃永武 | 1977年8月 | 1983年7月 |                                                                                                 |  |
| 10    | 余玉照 | 1983年8月 | 1986年7月 |                                                                                                 |  |
| 11-12 | 任育才 | 1986年8月 | 1992年7月 |                                                                                                 |  |
| 13-14 | 胡楚生 | 1992年8月 | 1998年7月 |                                                                                                 |  |
| 15    | 董崇選 | 1998年8月 | 2000年7月 |                                                                                                 |  |
| 16    | 黃秀政 | 2000年8月 | 2004年7月 |                                                                                                 |  |
| 17    | 余文堂 | 2004年8月 | 2007年7月 |                                                                                                 |  |
| 18    | 林富士 | 2007年8月 | 2010年7月 | 中研院史語所借調                                                                                |  |
| 19    | 王明珂 | 2010年8月 | 2013年7月 | 中研院史語所借調，同時兼任歷史系主任、人文與社會科學研究中心主任                                |  |
| 20    | 陳淑卿 | 2013年8月 | 2016年7月 |                                                                                                 |  |
| 21    | 韓碧琴 | 2016年8月 | 2019年7月 |                                                                                                 |  |
| 22    | 林清源 | 2019年8月 | 2020年7月 | 提前卸任                                                                                        |  |
| 代理  | 張玉芳 | 2020年8月 | 2021年1月 | 第22任副院長先行代理                                                                            |  |
| 23    | 張玉芳 | 2021年2月 | 2024年1月 |                                                                                                 |  |
| 24    | 吳政憲 | 2024年2月 |           |                                                                                                 |  |